# Michael Requardt
Michael A. Requardt (* 4. April 1953 in Bückeburg) ist ein deutscher Jurist und Schuldnerberater.

## Berufliche Tätigkeit
Requardt arbeitet als Rechtsanwalt u. a. im Bereich des Insolvenzrechts in Köln und ist Geschäftsführer der InsOsoft GmbH sowie Vorsitzender des Bundesverbandes Schuldnerhilfe Deutschland e. V.

## Fernsehen
Bekannt geworden ist Michael Requardt durch Fernsehsendungen wie Der Große Finanz-Check im WDR Fernsehen oder Der Moneycoach (DMAX). Dort trat er als „Finanzcoach“ auf und half verschuldeten Menschen ihrer finanziellen Situation Herr zu werden.
Am Montag, dem 17. September 2007 startete bei RTL II eine neue allgemeine Beratungssendung unter dem Titel Der Requardt. Diese Sendung wurde allerdings innerhalb kürzester Zeit wegen schlechter Quoten auf den Vormittag verschoben und schließlich abgesetzt. Ab dem 30. Juni 2008 war Requardt in Requardt – Der Existenz-Retter zu sehen. Im November 2013 zeigte das ZDF die zweite Staffel der Coaching-Doku Der Firmenretter. Darin berät Michael Requardt kleine Unternehmer, deren Betrieb sich in wirtschaftlicher Not befindet. Die erste Staffel moderierte Raimund Milz.